# 24280 Rohenderson
24280 Rohenderson è un asteroide della fascia principale. Scoperto nel 1999, presenta un'orbita caratterizzata da un semiasse maggiore pari a 2,3449969 UA e da un'eccentricità di 0,1587459, inclinata di 5,12118° rispetto all'eclittica.